# Xenophon Kasdaglis
Xenophon Emmanuel Kasdaglis (griechisch Ξενοφών Κάσδαγλης, * 27. Februar 1880 in Alexandria, Ägypten; † 2. Mai 1943 in Manchester, Vereinigtes Königreich) war ein griechischer Tennisspieler.

## Leben
Der in Ägypten geborene Kasdaglis zog als Kind nach England, wo sein Vater einen Baumwollhandel betrieb. Xenophon und sein Bruder Dionysios Kasdaglis – ebenfalls Tennisspieler – übernahmen Emmanuel Casdagli & Sons schließlich von ihrem Vater. Während seiner Bildung in England und Frankreich begann er mit Tennis. 1898 gewann er an der Seite von Marcel Vacherot die französischen Meisterschaften im Doppel, den Vorläufer der French Open.
Zurück in England gewann er dreimal die Doppelkonkurrenz der nordenglischen Meisterschaften, im Einzel stand er zweimal im Finale. Bei den Wimbledon Championships ging er 1907 und 1922 an den Start. Sein bestes Resultat war das Erreichen des Halbfinals 1907. 1908 und 1909 gewann er zwar jeweils im Mixed-Doppel. Die Konkurrenz war zu dem Zeitpunkt aber noch nicht offizieller Bestandteil des Turniers. Größter Erfolg von Kasdaglis waren die Medaillen bei den Olympischen Zwischenspielen 1906 in Athen. Im Tennisdoppel, das er mit seinem Landsmann Ioannis Ballis bestritt, unterlag er erst im Endspiel den Franzosen Max Décugis und Maurice Germot und gewann Silber. Im Mixed reichte es gemeinsam mit der Griechin Aspasia Matsa zum Gewinn der Bronzemedaille.

## Persönliches
Kasdaglis heiratete 1908 Lucia Agelastos und bekam mit ihr zwei Kinder. 1943 starb er nach Komplikationen infolge einer kleinen Operation. Er erhielt vor 1901 auch die britische Staatsangehörigkeit.